# Afszin Ghotbi
Afszin Ghotbi (per.: افشین قطبی, ur. 8 lutego 1964 w Szirazie) – irański trener piłkarski, obecnie jest szkoleniowcem chińskiej drużyny Shijiazhuang Ever Bright.

## Kariera szkoleniowa
Afszin Ghotbi w latach 80. trenował żeńską i męską drużynę piłkarską Uniwersytetu Kalifornijskiego w Los Angeles – UCLA Bruins (pol. niedźwiadki). W 1997 był trenerem zespołu San Fernando Valley Golden Eagles. Następnie był głównym trenerem-asystentem reprezentacji Stanów Zjednoczonych. Od grudnia 2000 do lipca 2002 pracował jako meczowy analityk reprezentacji Korei Południowej, którą wówczas prowadził Holender Guus Hiddink. Następnie był asystentem trenera południowokoreańskiej drużyny Suwon Samsung Bluewings. W sezonie 2004/2005 pełnił tę samą rolę w amerykańskim zespole Los Angeles Galaxy. W 2005 powrócił do reprezentacji Korei, od października 2005 do lipca 2006 był asystentem Holendra Dicka Advocaata. Potem kontynuował swą pracę w tej drużynie pod wodzą Pima Verbeeka.
W 2007 został pierwszym trenerem irańskiego klubu Persepolis FC, który grał w rozgrywkach Pucharze Zatoki Perskiej. W styczniu 2008 pojawił się na liście trenerów, którzy mogą poprowadzić reprezentację Iranu, jednak ostatecznie posadę tę otrzymał Ali Daei. W sezonie 2007/2008 wywalczył z Persepolis tytuł mistrzowski, dzięki czemu został uznany przez Football Iran News & Events oraz Związek Piłki Nożnej Islamskiej Republiki Iranu trenerem roku. Tydzień po tym sukcesie, nie zdecydował się przedłużyć kontaktu i opuścił klub. 3 lipca 2008 ponownie porozumiał się z Persepolis i został pierwszym trenerem, jednak klub opuścił już 19 listopada 2008. W 2009 objął reprezentację Iranu. W 2011, podczas Pucharu Azji, jego zespół wywalczył komplet zwycięstw w fazie grupowej, jednak w ćwierćfinale przegrał po dogrywce z Koreą Południową.
Po tych rozgrywkach Afszin Ghotbi przyjął posadę trenera japońskiego klubu Shimizu S-Pulse.
W sierpniu 2015 został asystentem Patricka Kluiverta w reprezentacji Curaçao
24 maja 2016 został ogłoszony trenerem tajskiego klubu Buriram United, jednak już po 3 miesiącach, 21 sierpnia 2016, jego kontrakt został rozwiązany.

## Sukcesy

### Klubowe

#### Persepolis
- Mistrz Iranu: 2007/2008

#### Shimizu S-Pulse
- Finalista Pucharu Ligi Japońskiej: 2012

#### Shijiazhuang Ever Bright
- Wicemistrz China League One: 2019

### Indywidualne

#### Football Iran News & Events
- 2007/2008: Trener roku (Persepolis)

#### Związek Piłki Nożnej Islamskiej Republiki Iranu
- 2007/2008: Trener roku (Persepolis)